# Georgia Film Critics Association
La Asociación de Críticos de Cine de Georgia (GAFCA) es una organización de críticos de cine profesionales del estado estadounidense de Georgia. La inclusión está abierta a críticos de cine en todo el estado de Georgia, aunque la mayoría de los miembros se concentran en el área metropolitana de Atlanta. Los miembros de GAFCA representan a la prensa crítica a través de medios impresos, de radio, televisión o en línea.

## Resumen
La Asociación de Críticos de Cine de Georgia se fundó en 2011 y es el primer grupo de críticos de cine del estado de Georgia. A partir de 2019, GAFCA cuenta con 38 miembros.  Los premios se otorgan anualmente en 17 categorías. Se otorga un premio especial, el Premio Oglethorpe a la excelencia en el cine de Georgia, a una película o cortometraje producido en Georgia. El Premio Oglethorpe se acredita al director y escritor de la película ganadora.
Cada enero, la GAFCA vota sus premios de fin de año para películas estrenadas en el año calendario anterior. Las papeletas de nominación suelen presentarse el primer sábado de enero, las nominaciones se anuncian el lunes siguiente y los ganadores se anuncian el viernes.

### Categorías de premios
- Mejor Película
- Mejor Actor
- Mejor Actriz
- Mejor Guion Adaptado
- Mejor Película animada
- Mejor Fotografía
- Mejor Director
- Mejor Documental
- Mejor Elenco
- Mejor Película en lengua extranjera (anteriormente Mejor Película extranjera)
- Mejor Banda Sonora
- Mejor Guion Original
- Mejor Canción original
- Mejor Diseño de Producción (anteriormente Mejor Dirección de Arte)
- Mejor Actor de reparto
- Mejor Actriz de soporte
- Breakthrough Award
- Premio Oglethorpe a la excelencia en el cine de Georgia

## Historial de premios
| Año         | Mejor Película          | Mejor Director                    | Mejor Actor                         | Mejor Actriz                              | Mejor Actor de Reparto              | Mejor Actriz de Reparto           |
| ----------- | ----------------------- | --------------------------------- | ----------------------------------- | ----------------------------------------- | ----------------------------------- | --------------------------------- |
| 2011 - 1st  | The Tree of Life        | Terrence Malick The Tree of Life  | Brad Pitt Moneyball                 | Juliette Binoche Certified Copy           | Brad Pitt The Tree of Life          | Jessica Chastain The Tree of Life |
| 2012 - 2nd  | Silver Linings Playbook | Kathryn Bigelow Zero Dark Thirty  | Daniel Day-Lewis Lincoln            | Jennifer Lawrence Silver Linings Playbook | Philip Seymour Hoffman The Master   | Judi Dench Skyfall                |
| 2013 - 3rd  | Her                     | Alfonso Cuarón Gravity            | Chiwetel Ejiofor 12 Years a Slave   | Cate Blanchett Blue Jasmine               | Michael Fassbender 12 Years a Slave | Lupita Nyong'o 12 Years a Slave   |
| 2014 - 4th  | Boyhood                 | Richard Linklater Boyhood         | Jake Gyllenhaal Nightcrawler        | Marion Cotillard Two Days, One Night      | J. K. Simmons Whiplash              | Tilda Swinton Snowpiercer         |
| 2015 - 5th  | Mad Max: Fury Road      | George Miller Mad Max: Fury Road  | Leonardo DiCaprio The Revenant      | Brie Larson Room                          | Sylvester Stallone Creed            | Alicia Vikander Ex Machina        |
| 2016 - 6th  | Moonlight               | Damien Chazelle La La Land        | Casey Affleck Manchester by the Sea | Natalie Portman Jackie                    | Mahershala Ali Moonlight            | Viola Davis Fences                |
| 2017 - 7th  | Lady Bird               | Greta Gerwig Lady Bird            | Daniel Kaluuya Get Out              | Saoirse Ronan Lady Bird                   | Willem Dafoe The Florida Project    | Laurie Metcalf Lady Bird          |
| 2018 - 8th  | A Star Is Born          | Alfonso Cuarón Roma               | Ethan Hawke First Reformed          | Toni Collette Hereditary                  | Sam Elliott A Star Is Born          | Emma Stone The Favourite          |
| 2019 - 9th  | Parasite                | Bong Joon-ho Parasite             | Adam Driver Marriage Story          | Lupita Nyong'o Us                         | Joe Pesci The Irishman              | Florence Pugh Little Women        |
| 2020 - 10th | Nomadland               | Chloé Zhao Nomadland              | Riz Ahmed Sound of Metal            | Carey Mulligan Promising Young Woman      | Paul Raci Sound of Metal            | Youn Yuh-jung Minari              |
| 2021 - 11th | Licorice Pizza          | Jane Campion The Power of the Dog | Nicolas Cage Pig                    | Alana Haim Licorice Pizza                 | Bradley Cooper Licorice Pizza       | Ariana DeBose West Side Story     |